# Brian Lynch (Basketballspieler)
Brian Robert Lynch (* 12. Juni 1978 in Point Pleasant, New Jersey) ist ein US-amerikanisch-belgischer Basketballtrainer und ehemaliger -spieler. Der Inhaber der italienischen Staatsbürgerschaft war nach seinem Studium in seinem Heimatland als Profi in Europa tätig und spielte nach vielen, oft sehr kurzen Engagements in verschiedenen Ländern ab 2004 in Belgien. 2007 heiratete er die belgische Tennisspielerin Kim Clijsters und beendete nach deren Rückkehr in den Leistungssport 2009 seine eigene Karriere. Ab 2013 arbeitete er als Trainer.

## Karriere
Lynch studierte an der Villanova University in Pennsylvania und war Mitglied der Wildcats genannten Hochschulmannschaft in der NCAA Division I. Er spielte dort unter anderem mit dem späteren NBA- und Bundesliga-Profi John Celestand zusammen. Nach dem Studienende 2000 wechselte Lynch als Profi nach Europa. Er spielte in mehreren Ländern, darunter in den Spielzeiten 2002/03 und 2003/04 jeweils gegen Saisonende für den Bundesliga Avitos Gießen (späterer Name: Gießen 46ers) in Deutschland. Dabei half er jeweils mit, dass der Verein, der zu diesen Zeitpunkten der höchsten deutschen Spielklasse seit Gründung angehörte, die Klasse hielt.
2004 holte ihn sein ehemaliger Gießener Trainer Chris Finch in die belgische Liga zu Euphony BBC Bree. Auf Anhieb gewann man 2005 die belgische Meisterschaft sowie den Pokalwettbewerb. Im Anschluss gelang es nicht, trotz neuer Mannschaftskameraden wie den späteren zweimaligen Bundesliga-MVP Julius Jenkins, diese Erfolge zu wiederholen. Lynch lernte die belgische Tennisspielerin Kim Clijsters kennen, die er 2007 heiratete. Nach der Geburt der gemeinsamen Tochter Jada Ellie Lynch am 27. Februar 2008 setzte Clijsters 2009 ihre Karriere fort. Lynch, der seit 2008 in Antwerpen spielte, beendete daraufhin seine Basketballlaufbahn, um seine Ehefrau zu unterstützen.
In der Saison 2013/14 wurde Lynch Trainerassistent bei seinem vormaligen Verein Antwerp Giants, bevor er eine Spielzeit später verantwortlicher Trainer beim Liganeuling Limburg United mit Sitz in Hasselt wurde, der in der Provinz Limburg die Nachfolge des Bree BBC antrat. 2015 wurde er als Belgiens Trainer des Jahres ausgezeichnet. 2017 wechselte Lynch zum Spirou BC Charleroi und war bis Ende November 2018 Trainer der Mannschaft. Im März 2019 wurde er wieder Trainer von Limburg United. Ende März 2020 kam es zwischen Lynch und Limburg zur Trennung.
Seine Tochter Jada Ellie schlug ebenfalls eine Laufbahn im Leistungsbasketball ein.